# Staurochilus ramosus
Staurochilus ramosus là một loài thực vật có hoa trong họ Lan. Loài này được (Lindl.) Seidenf. miêu tả khoa học đầu tiên năm 1988.